# کاپیتان من
کاپیتان من (به انگلیسی: Kapitan Man) یک کشتی بود. این کشتی در سال ۱۹۸۵ ساخته شد.